# American Pie (série de films)
Pour les articles homonymes, voir American Pie.
 Pour plus de détails, voir Fiche technique et Distribution
American Pie ou Folies de graduation au Québec est une série de films humoristiques et en partie érotiques. Elle se compose de neuf films dont la série principale et la série spin-off intitulée American Pie Présente (American Pie Presents).
La série a démarré en 1999 avec American Pie, réalisé par Chris Weitz et Paul Weitz. Pour chaque film, il y a eu un réalisateur différent.

## Films

### Série principale
| Années | Titre français               | Titre québécois                   | Titre original   |
| ------ | ---------------------------- | --------------------------------- | ---------------- |
| 1999   | American Pie                 | Folies de graduation              | American Pie     |
| 2001   | American Pie 2               | Folies de graduation 2            | American Pie 2   |
| 2003   | American Pie : Marions-les ! | Folies De Graduation : Le Mariage | American Wedding |
| 2012   | American Pie 4               | Folies de Graduation : La Réunion | American Reunion |

### Série dérivéeAmerican Pie Présente
| Années | Titre français                                | Titre québécois                                         | Titre original                          |
| ------ | --------------------------------------------- | ------------------------------------------------------- | --------------------------------------- |
| 2005   | American Pie Présente : No Limit!             | Folies de graduation présente : Le camp musical         | American Pie Presents: Band Camp        |
| 2006   | American Pie Présente : String Academy        | Folies de graduation présente : La course du Naked Mile | American Pie Presents: The Naked Mile   |
| 2007   | American Pie Présente : Campus en folie       | Folies de graduation présente : La confrérie Beta       | American Pie Presents: Beta House       |
| 2009   | American Pie Présente : Les Sex Commandements | Folies de graduation présente : Le livre de l'amour     | American Pie Presents: The Book of Love |
| 2020   | American Pie Présente : Girls Power           | Folies de graduation présente : Girls Power             | American Pie Presents: Girls' Rules     |

## Fiche technique
| Équipe du tournage         | Films                                                    | Films                                                    | Films                                                    | Films                                                    | American Pie Présente                                    | American Pie Présente                                    | American Pie Présente                                    | American Pie Présente                                    | American Pie Présente                                    |
| Équipe du tournage         | American Pie (1999)                                      | American Pie 2 (2001)                                    | American Pie : Marions-les ! (2003)                      | American Pie 4 (2012)                                    | No limit ! (2005)                                        | String Academy (2006)                                    | Campus en folie (2007)                                   | Les Sex Commandements (2009)                             | Girls Power (2020)                                       |
| -------------------------- | -------------------------------------------------------- | -------------------------------------------------------- | -------------------------------------------------------- | -------------------------------------------------------- | -------------------------------------------------------- | -------------------------------------------------------- | -------------------------------------------------------- | -------------------------------------------------------- | -------------------------------------------------------- |
| Réalisateurs               | Paul Weitz Chris Weitz                                   | James B. Rogers                                          | Jesse Dylan                                              | Hayden Schlossberg Jon Hurwitz                           | Steve Rash                                               | Joe Nussbaum (en)                                        | Andrew Waller                                            | John Putch                                               | Mike Elliott                                             |
| Scénaristes                | Adam Herz (en)                                           | Adam Herz (en)                                           | Adam Herz (en)                                           | Jon Hurwitz                                              | Brad Riddell                                             | Erik Lindsay                                             | Erik Lindsay                                             | Mike Terrell Mark Maine                                  | Blayne Weaver                                            |
| Scénaristes                |                                                          | David H. Steinberg                                       |                                                          | Hayden Schlossberg                                       |                                                          |                                                          |                                                          | David H. Steinberg                                       | David H. Steinberg                                       |
| Photographie               | Richard Crudo (en)                                       | Mark Irwin                                               | Lloyd Ahern II                                           | Daryn Okada                                              | Victor J. Kemper                                         | Eric Haase                                               |                                                          | Ross Berryman                                            | Damian Horan                                             |
| Monteurs                   | Priscilla Nedd-Friendly                                  | Stuart H. Pappé                                          | Stuart H. Pappé                                          | Jeff Betancourt                                          | Danny Saphire                                            | Danny Saphire                                            |                                                          | John Gilbert II                                          | Maria Friesen                                            |
| Monteurs                   |                                                          | Larry Madaras                                            |                                                          |                                                          |                                                          |                                                          |                                                          |                                                          | Charles Norris                                           |
| Compositeurs               | David Lawrence                                           | David Lawrence                                           | Christophe Beck                                          |                                                          | Robert Folk                                              | Jeff Cardoni                                             | Jeff Cardoni                                             |                                                          | Tim Jones                                                |
| Producteurs                | Chris Moore (en)                                         | Chris Moore (en)                                         | Chris Moore (en)                                         | Chris Moore (en)                                         | Keith Binder                                             | Joel Soisson                                             | W. K. Border                                             |                                                          |                                                          |
| Producteurs                | Warren Zide                                              | Warren Zide                                              | Warren Zide                                              | Warren Zide                                              |                                                          | Byron A. Martin                                          | Eric Lindsay                                             |                                                          |                                                          |
| Producteurs                | Craig Perry                                              | Craig Perry                                              | Craig Perry                                              | Craig Perry                                              | Mike Elliot                                              |                                                          |                                                          | Mike Elliot                                              | Mike Elliot                                              |
| Producteurs                | Chris Bender                                             |                                                          |                                                          |                                                          |                                                          |                                                          |                                                          |                                                          |                                                          |
| Producteurs                | Chris Weitz                                              |                                                          |                                                          |                                                          |                                                          |                                                          |                                                          |                                                          |                                                          |
| Producteurs délégués       |                                                          | Chris Weitz                                              | Chris Weitz                                              | Chris Weitz                                              | Craig Perry                                              | Craig Perry                                              | Craig Perry                                              | Craig Perry                                              |                                                          |
| Producteurs délégués       | Paul Weitz                                               |                                                          |                                                          |                                                          |                                                          |                                                          |                                                          |                                                          |                                                          |
| Producteurs délégués       | Louis G. Friedman                                        |                                                          |                                                          |                                                          |                                                          |                                                          |                                                          |                                                          |                                                          |
| Producteurs délégués       |                                                          | Adam Herz (en)                                           | Adam Herz (en)                                           | Jason Biggs                                              |                                                          | Joel Soisson                                             |                                                          |                                                          |                                                          |
| Budget                     | 36 000 000 $                                             | 50 000 000 $                                             | 55 000 000 $                                             | 50 000 000 $                                             | 15 000 000 $                                             | 15 000 000 $                                             | 10 000 000 $                                             | 7 000 000 $                                              | NC                                                       |
| Durée                      | 96 minutes                                               | 106 minutes                                              | 96 minutes                                               | 113 minutes                                              | 94 minutes                                               | 102 minutes                                              | 88 minutes                                               | 97 minutes                                               | 95 minutes                                               |
| Dates de sortie États-Unis | 9 juillet 1999                                           | 10 août 2001                                             | 24 juillet 2003                                          | 6 avril 2012                                             | 26 décembre 2005                                         | 19 décembre 2006                                         | 26 décembre 2007                                         | 22 décembre 2009                                         | 6 octobre 2020                                           |
| Dates de sortie France     | 8 décembre 1999                                          | 17 octobre 2001                                          | 15 octobre 2003                                          | 2 mai 2012                                               | 6 décembre 2005                                          | 12 décembre 2006                                         | 21 décembre 2007                                         | 15 décembre 2009                                         | 1er novembre 2020                                        |
| Genres                     | comédie érotique, romance                                | comédie érotique, romance                                | comédie érotique, romance                                | comédie érotique, romance                                | comédie érotique, romance                                | comédie érotique, romance                                | comédie érotique, romance                                | comédie érotique, romance                                | comédie érotique, romance                                |
| Distributeurs              | LivePlanet, Universal Pictures et Zide-Perry Productions | LivePlanet, Universal Pictures et Zide-Perry Productions | LivePlanet, Universal Pictures et Zide-Perry Productions | LivePlanet, Universal Pictures et Zide-Perry Productions | LivePlanet, Universal Pictures et Zide-Perry Productions | LivePlanet, Universal Pictures et Zide-Perry Productions | LivePlanet, Universal Pictures et Zide-Perry Productions | LivePlanet, Universal Pictures et Zide-Perry Productions | LivePlanet, Universal Pictures et Zide-Perry Productions |

## Distribution
| Personnages                      | Films               | Films                 | Films                               | Films                 | American Pie Présente | American Pie Présente | American Pie Présente  | American Pie Présente        | American Pie Présente |
| Personnages                      | American Pie (1999) | American Pie 2 (2001) | American Pie : Marions-les ! (2003) | American Pie 4 (2012) | No limit ! (2005)     | String Academy (2006) | Campus en folie (2007) | Les Sex Commandements (2009) | Girls Power (2020)    |
| -------------------------------- | ------------------- | --------------------- | ----------------------------------- | --------------------- | --------------------- | --------------------- | ---------------------- | ---------------------------- | --------------------- |
| Noah Levenstein                  | Eugene Levy         | Eugene Levy           | Eugene Levy                         | Eugene Levy           | Eugene Levy           | Eugene Levy           | Eugene Levy            | Eugene Levy                  |                       |
| James « Jim » Levenstein         | Jason Biggs         | Jason Biggs           | Jason Biggs                         | Jason Biggs           |                       |                       |                        |                              |                       |
| Michelle Flaherty-Levenstein     | Alyson Hannigan     | Alyson Hannigan       | Alyson Hannigan                     | Alyson Hannigan       |                       |                       |                        |                              |                       |
| Steven Stifler                   | Seann William Scott | Seann William Scott   | Seann William Scott                 | Seann William Scott   |                       |                       |                        |                              |                       |
| Kevin Myers                      | Thomas Ian Nicholas | Thomas Ian Nicholas   | Thomas Ian Nicholas                 | Thomas Ian Nicholas   |                       |                       |                        |                              |                       |
| Paul Finch                       | Eddie Kaye Thomas   | Eddie Kaye Thomas     | Eddie Kaye Thomas                   | Eddie Kaye Thomas     |                       |                       |                        |                              |                       |
| Chris « Oz » Ostreicher          | Chris Klein         | Chris Klein           |                                     | Chris Klein           |                       |                       |                        |                              |                       |
| Heather                          | Mena Suvari         | Mena Suvari           |                                     | Mena Suvari           |                       |                       |                        |                              |                       |
| Victoria « Vicky » Lathum        | Tara Reid           | Tara Reid             |                                     | Tara Reid             |                       |                       |                        |                              |                       |
| Jessica                          | Natasha Lyonne      | Natasha Lyonne        |                                     | Natasha Lyonne        |                       |                       |                        |                              |                       |
| Nadia                            | Shannon Elizabeth   | Shannon Elizabeth     |                                     | Shannon Elizabeth     |                       |                       |                        |                              |                       |
| Chuck Sherman                    | Chris Owen          | Chris Owen            |                                     | Chris Owen            | Chris Owen            |                       |                        |                              |                       |
| Mme Levenstein                   | Molly Cheek         | Molly Cheek           | Molly Cheek                         |                       |                       |                       |                        |                              |                       |
| Jeanine Stifler                  | Jennifer Coolidge   | Jennifer Coolidge     | Jennifer Coolidge                   | Jennifer Coolidge     |                       |                       |                        |                              |                       |
| John                             | John Cho            | John Cho              | John Cho                            | John Cho              |                       |                       |                        |                              |                       |
| Cadence Flaherty (Candice en VF) |                     |                       | January Jones                       |                       |                       |                       |                        |                              |                       |
| Harold Flaherty                  |                     |                       | Fred Willard                        |                       |                       |                       |                        |                              |                       |
| Selena                           |                     |                       |                                     | Dania Ramírez         |                       |                       |                        |                              |                       |
| Mia                              |                     |                       |                                     | Katrina Bowden        |                       |                       |                        |                              |                       |
| Kara                             |                     |                       |                                     | Ali Cobrin            |                       |                       |                        |                              |                       |
| A. J.                            |                     |                       |                                     | Chuck Hittinger       |                       |                       |                        |                              |                       |
| Ron                              |                     |                       |                                     | Jay Harrington        |                       |                       |                        |                              |                       |
| Matt Stifler                     | Eli Marienthal      | Eli Marienthal        |                                     |                       | Tad Hilgenbrink       |                       |                        |                              |                       |
| Elyse Houston                    |                     |                       |                                     |                       | Arielle Kebbel        |                       |                        |                              |                       |
| Chloe                            |                     |                       |                                     |                       | Crystle Lightning     |                       |                        |                              |                       |
| James « Jimmy » Chong            |                     |                       |                                     |                       | Jun Hee Lee           |                       |                        |                              |                       |
| Ernie Kaplowitz                  |                     |                       |                                     |                       | Jason Earles          |                       |                        |                              |                       |
| Tracy Sterling                   |                     |                       |                                     |                       |                       | Jessy Schram          |                        |                              |                       |
| Erik Stifler                     |                     |                       |                                     |                       |                       | John White            | John White             |                              |                       |
| Dwight Stifler                   |                     |                       |                                     |                       |                       | Steve Talley          | Steve Talley           |                              |                       |
| Harry Stifler                    |                     |                       |                                     |                       |                       | Christopher McDonald  | Christopher McDonald   |                              |                       |
| Rob Shearson                     |                     |                       |                                     |                       |                       |                       |                        | Bug Hall                     |                       |
| Scott Stifler                    |                     |                       |                                     |                       |                       |                       |                        | John Patrick Jordan          |                       |
| Nathan Jenkyll                   |                     |                       |                                     |                       |                       |                       |                        | Kevin M. Horton              |                       |
| Marshall « Lube » Lubetsky       |                     |                       |                                     |                       |                       |                       |                        | Brandon Hardesty             |                       |
| Heidi                            |                     |                       |                                     |                       |                       |                       |                        | Beth Behrs                   |                       |
| Ashley                           |                     |                       |                                     |                       |                       |                       |                        | Jennifer Holland             |                       |
| Madeline Shearson                |                     |                       |                                     |                       |                       |                       |                        | Rosanna Arquette             |                       |
| Annie Watson                     |                     |                       |                                     |                       |                       |                       |                        |                              | Madison Pettis        |
| Stephanie Stifler                |                     |                       |                                     |                       |                       |                       |                        |                              | Lizze Broadway        |
| Michelle                         |                     |                       |                                     |                       |                       |                       |                        |                              | Natasha Behnam        |
| Kayla                            |                     |                       |                                     |                       |                       |                       |                        |                              | Piper Curda           |
| Grant                            |                     |                       |                                     |                       |                       |                       |                        |                              | Darren Barnet         |
| Emmett                           |                     |                       |                                     |                       |                       |                       |                        |                              | Zachary Gordon        |

## Personnages principaux et secondaires

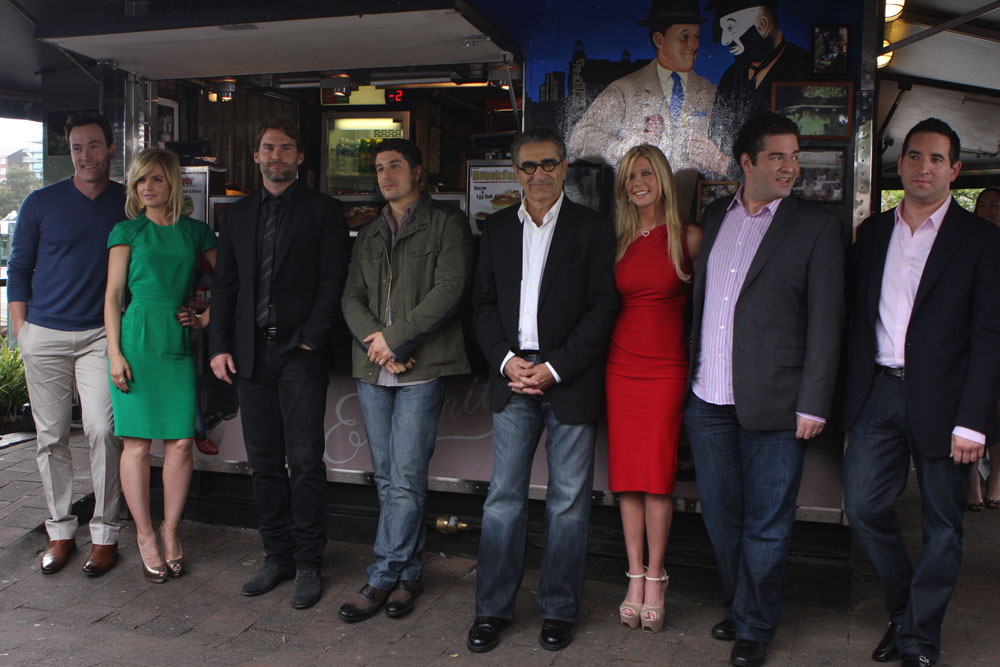
Plusieurs acteurs de la série principale, à l'occasion de la sortie du 4e film

- James Emmanuel « Jim » Levenstein (Jason Biggs) - Jim est le personnage principal, et a la malchance de toujours être vu au mauvais endroit et au mauvais moment, notamment par son père, ou encore ses beaux-parents. Il a fait un pacte avec ses amis Kevin, Oz et Finch : celui de perdre leur virginité avant qu'ils soient diplômés, pour ne pas arriver puceaux à l'université. Après une expérience humiliante avec une belle étudiante étrangère, Nadia, il demande à Michelle comment avoir des rapports sexuels. Dans American Pie : Marions-les !, il se marie avec cette fameuse Michelle. Dans American Pie 4, Jim et Michelle ont un fils, Evan, qui a 3 ans.

- Kevin Myers (Thomas Ian Nicholas) - Kevin Myers est le chef du groupe. Il est épris de Vicky, avec qui il a eu sa première relation . Il veut avoir des relations avec elle dans une voie honnête et romantique, mais il a peur de lui dire « Je t'aime ».

- Chris « Oz » Ostreicher (Chris Klein) - Oz n'est pas aussi bon avec les femmes qu'il voudrait le faire croire. Quand il fait le pacte de perdre sa virginité, il rencontre et tombe amoureux d'une fille nommée Heather. Son côté convivial et sensible ressort de l'ensemble de l'expérience. Il n'apparait pas dans American Pie : Marions-les !. Dans American Pie 4, Oz retrouve Heather et ils se remettent ensemble.

- Paul « Pause Caca » Finch (Eddie Kaye Thomas) - Finch est sophistiqué et cultivé, mais pas assez cool pour attirer les filles. Malheureusement pour lui, Stifler s'arrangera pour briser cette image. Finch décidera de se venger de Steve Stifler tout au long de la série. Il aura notamment des rapports sexuels avec la mère de celui-ci à la fin des trois premiers volets.

- Steve Stifler (Seann William Scott) - Stifler est plus obsédé que les quatre autres garçons réunis. Les autres ne l'aiment pas trop, mais ils restent amis pour profiter des fêtes qu'il organise. Il se réfère à lui-même comme « Stiffmeister », « Trickmister » ou le « fornicator » . Il provoque une multitude de problèmes aux autres personnages. Il a une mauvaise influence sur son jeune frère Matt (Eli Marienthal), qui, bien que beaucoup plus jeune, a une personnalité semblable à son frère aîné. On peut quand même voir qu'il tient à ses "copains" car, même s'il les insulte tout le temps, il fait tout pour réparer les dégâts qu'il a causés aux fleurs du mariage de Jim dans American Pie : Marions-les !. Il est fréquemment victime de la consommation de certaines sécrétions corporelles (du sperme dans le premier film, de l'urine dans American Pie 2, puis des excréments de chiens dans American Pie : Marions-les !). Poursuivant la tradition familiale, son frère Matt (joué par Tad Hilgenbrink) consomme de la salive dans American Pie Présente : No Limit!

- Michelle Annabeth Flaherty (Alyson Hannigan) : Elle apparaît au début comme une musicienne de mauvais goût, mais se révèle être une nymphomane très maligne. Elle va « s'amuser » avec Jim. Ils tombent amoureux et finissent par se marier dans American Pie : Marions-les !. Dans les films suivants, Jim et Michelle n'apparaissent plus. On ne la reverra que dans le dernier opus, où l'on peut voir Jim et elle être parents et avoir des difficultés de couple.

- Noah Levenstein (Eugene Levy) - Il est le père de Jim qui est très maladroit lorsqu'il s'agit de parler de sexualité avec son fils (ou avec les autres jeunes qu'il conseille, tels Matt ou Erik Stiffler) ; il revient toujours à ses expériences personnelles, ce qui est assez embarrassant. En outre, chaque fois que quelque chose d'humiliant pour Jim se passe, il est toujours là ! Il reste un soutien, un bon père, qui a une bonne relation avec son fils. C'est le seul personnage qui apparaît dans tous les opus, il en devient ainsi une sorte "d'icône" pour la série. On apprend que son nom est Noah dans American Pie Présente : String Academy. C'est aussi le créateur de la Bible du sexe, un des éléments récurrents dans les films. Il est aussi l'initiateur du « kilomètre à poil » (Naked Mile en VO), même s'il explique dans son discours que la vocation première de cette course n'était pas l'amusement mais une protestation politique. Il est aussi le dernier gagnant des "Olympiades Grecques", avant qu'elle soient formellement interdites par les autorités du campus. Il semble avoir une formation de juriste puisqu'il aide Dwight et Erik à sortir de garde à vue, mais dans American Pie Présente : Les Sex Commandements, il est à la tête de son magasin de tapis.

- Nadia (Shannon Elizabeth) - Une jeune fille sexy venue de Tchéquie avec qui Jim a presque sa première expérience amoureuse qui se poursuit via Internet, mais qui finit par être plutôt humiliante. La vidéo finira par être ajoutée sur Youtube, ce qui fait que, de tout temps, les habitants d'East Great Falls seront au courant des déboires sexuels de Jim. Sa cousine fait une brève apparition dans American Pie Présente : Les Sex Commandements.

- Victoria « Vicky » Lathum (Tara Reid) - Elle et Kevin ont fini par avoir une relation à la fin du premier film et ils se sont séparés, ne voulant pas d'une relation à distance, en étant dans deux universités différentes. Peu de temps après, elle a un nouveau petit ami. Vicky n'apparaît pas dans American Pie : Marions-les !.

- Heather (Mena Suvari) - Esther est douce et innocente. Elle est séduite par Oz et les deux tombent amoureux. Lors du premier été (American Pie 2), elle et Oz vont, avec succès mais non sans difficultés, maintenir une relation à distance. Elle n'apparaît pas dans American Pie : Marions-les !.

- Jessica (Natasha Lyonne) - Sexuellement expérimentée, elle convainc Vicky d'avoir des relations sexuelles avec Kevin. Elle aide aussi Finch à se faire une réputation de mec cool en répandant des rumeurs positives sur lui. Elle n'apparaît pas dans American Pie : Marions-les !.

- Jeanine Stifler (Jennifer Coolidge) - La magnifique mère de Steve Stifler, convoitée par tous les garçons à l'école. Elle a des rapports sexuels avec Finch à trois reprises.

- Chuck Sherman (Chris Owen) - Également connu sous le nom de « Sherminator », Chuck n'a jamais eu de relations avant d'en avoir enfin avec Nadia dans American Pie 2. Il devient le conseiller d'orientation scolaire. On l'aperçoit ensuite dans American Pie Présente : No Limit!, lorsqu'il envoie Matt Stifler au camp de musique.

## Logos

Logo de American Pie
Logo de American pie 2
Logo de American pie : Marions-les !
Logo de American Pie 4

## Accueil

### Box office
| Film                         | Année  | Box-office       | Box-office    | Box-office         | Box-office    | Budget (en millions $) | Réf |
| Film                         | Année  | France (entrées) | États-Unis    | autres territoires | Mondial       | Budget (en millions $) | Réf |
| ---------------------------- | ------ | ---------------- | ------------- | ------------------ | ------------- | ---------------------- | --- |
| American Pie                 | 1999   | 2 496 606        | 102 561 004 $ | 132 922 000 $      | 235 483 004 $ | 10                     | ,   |
| American Pie 2               | 2001   | 3 374 202        | 145 103 595 $ | 142 450 000 $      | 287 553 595 $ | 30                     | ,   |
| American Pie : Marions-les ! | 2003   | 1 952 904        | 104 565 114 $ | 126 884 089 $      | 231 449 203 $ | 55                     | ,   |
| American Pie 4               | 2012   | 1 525 337        | 57 011 521 $  | 177 978 063 $      | 234 989 584 $ | 50                     | ,   |
| Totaux                       | Totaux | 9 349 049        | 409 241 234 $ | 580 234 152 $      | 989 475 386 $ | 145                    | ,   |

### Critiques
| Film                         | Rotten Tomatoes     | Metacritic            | AlloCiné             |
| ---------------------------- | ------------------- | --------------------- | -------------------- |
| American Pie                 | 61% (122 critiques) | 58⁄100 (30 critiques) | 3⁄5 (13 critiques)   |
| American Pie 2               | 52% (126 critiques) | 43⁄100 (28 critiques) | 2,2⁄5 (13 critiques) |
| American Pie : Marions-les ! | 55% (154 critiques) | 43⁄100 (34 critiques) | 3⁄5 (9 critiques)    |
| American Pie 4               | 44% (169 critiques) | 49⁄100 (34 critiques) | 1,6⁄5 (16 critiques) |

## Jeu vidéo
American Pie: The Mobile Game est un jeu vidéo adapté des films, édité par Digital Chocolate, sorti le 7 mai 2009 sur BlackBerry.